# Tablassolfjäderstjärt
Tablassolfjäderstjärt (Rhipidura sauli) är en fågel i familjen solfjäderstjärtar inom ordningen tättingar.

## Utbredning och systematik
Fågeln förekommer i Filippinerna, på ön Tablas. Tidigare betraktades den vara samma art som blåhuvad solfjäderstjärt (R. cyaniceps) och visayasolfjäderstjärt (R. albiventris) och vissa gör det fortfarande.

## Status
IUCN kategoriserar den som sårbar.